# GIMAP7
GIMAP7 (англ. GTPase, IMAP family member 7) – білок, який кодується однойменним геном, розташованим у людей на 7-й хромосомі. Довжина поліпептидного ланцюга білка становить 300 амінокислот, а молекулярна маса — 34 509.
| 10         |  | 20         |  | 30         |  | 40         |  | 50         |
| ---------- |  | ---------- |  | ---------- |  | ---------- |  | ---------- |
| MAESEDRSLR |  | IVLVGKTGSG |  | KSATANTILG |  | EEIFDSRIAA |  | QAVTKNCQKA |
| SREWQGRDLL |  | VVDTPGLFDT |  | KESLDTTCKE |  | ISRCIISSCP |  | GPHAIVLVLL |
| LGRYTEEEQK |  | TVALIKAVFG |  | KSAMKHMVIL |  | FTRKEELEGQ |  | SFHDFIADAD |
| VGLKSIVKEC |  | GNRCCAFSNS |  | KKTSKAEKES |  | QVQELVELIE |  | KMVQCNEGAY |
| FSDDIYKDTE |  | ERLKQREEVL |  | RKIYTDQLNE |  | EIKLVEEDKH |  | KSEEEKEKEI |
| KLLKLKYDEK |  | IKNIREEAER |  | NIFKDVFNRI |  | WKMLSEIWHR |  | FLSKCKFYSS |
|            |  |            |  |            |  |            |  |            |

A: Аланін

C: Цистеїн

D: Аспарагінова кислота

E: Глутамінова кислота

F: Фенілаланін

G: Гліцин

H: Гістидин

I: Ізолейцин

K: Лізин

L: Лейцин

M: Метіонін

N: Аспарагін

P: Пролін

Q: Глутамін

R: Аргінін

S: Серин

T: Треонін

V: Валін

W: Триптофан

Білок має сайт для зв'язування з нуклеотидами, ГТФ. 
Локалізований у цитоплазмі, ендоплазматичному ретикулумі, ліпідних краплях, апараті гольджі.